# Mauro Bergonzini
Mauro Bergonzini (parfois appelé Mario Bergonzini selon les sources) (né le 7 juillet 1912 à Modène en Émilie-Romagne et mort à une date inconnue) était un joueur et de football italien, qui évoluait au poste d'ailier.
Au cours de sa carrière, Bergonzini a évolué avec les clubs italiens du Cosenza Calcio 1914, de la Juventus (jouant son premier match en bianconero le 12 septembre 1937 lors d'un succès en championnat 2-0 sur Livourne), de Salernitana Calcio 1919, de l'Unione Sportiva Centese 1986, et de l'Unione Sportiva Mirandolese.

## Palmarès
Juventus
- Coupe d'Italie (1) :
  - Vainqueur : 1937-38.

- Championnat d'Italie :
  - Vice-champion : 1937-38.